# William Solenberg
Erik Gustav William Solenberg, född 6 juni 1906 i Stockholm, död där 4 december 1980, var en svensk reklamarkitekt, målare och tecknare.
Han var son till skräddarmästaren Karl Erik Larsson och Alma Adolfsson och från 1945 gift med korrespondenten Elly Teresia, född Olsson. Han studerade vid Tekniska skolan 1926–1929 och krokistudier vid Kungliga konsthögskolan 1929–1930 samt under resor till Paris och Italien. Han medverkade i utställningen Svenska akvareller 1925–1947 som visades på Konstakademien 1947 och samlingsutställningar arrangerade av Huddinge konst- och hemslöjdsförening sedan 1948. Som illustratör medverkade han bland annat i John Liljeströms Barnens roliga läse- och målarbok  1949, Lär känna främmande länder 1950 och Vårt lands natur och näringsliv 1955 och tillsammans med Ronald Derner gav han 1960 ut boken Antikens historia, dessutom skapade han lyxtelegramblanketter för Telestyrelsen. För Björknäs skola i Stockholm utförde han 1956 en fontän i sågad grovplåt som illustrerades med motiv från olika läroämnen. Hans konst består av stilleben och landskapsmålningar utförda i olja eller akvarell. Solenberg är representerad vid Huddinge kommunhus och Huddinge församlingshem.